# Waterstoniella grandii
Waterstoniella grandii är en stekelart som beskrevs av Wiebes 1992. Waterstoniella grandii ingår i släktet Waterstoniella och familjen fikonsteklar. Inga underarter finns listade i Catalogue of Life.